# 杨仲宣
杨仲宣（484年—531年8月2日），字仲宣，自称是恒农郡华阴县（今陕西省华阴市）人，北魏官员。

## 生平
杨仲宣有风度和才干学问，以奉朝请为起家官，转任员外郎、太尉记室，又出任太尉掾，再任中书舍人、通直散骑侍郎，又转任征虏将军、中书侍郎，外任持节、平西将军、正平郡太守，杨仲宣在正平郡有能干的名声。永安二年（529年），元颢攻入洛阳，杨仲宣跟随魏孝庄帝元子攸前往黄河以北，以原本官职加散骑常侍、安西将军、银青光禄大夫，转任征东将军、金紫光禄大夫，封恒农伯。杨仲宣回到京城之后，普泰元年六月，尔朱世隆想要谋害杨家，诬陷杨家谋反，请求收监治罪，魏节闵帝元恭不同意，尔朱世隆又坚持不已，魏节闵帝不得已，诏令有关部门审查。七月四日（531年8月2日），尔朱世隆派兵包围洛阳依仁里杨津住宅，杨仲宣与哥哥杨辩、父亲杨顺同日被杀，家产被没收，时年虚岁四十八。太昌元年，朝廷赠予杨仲宣使持节、青光二州诸军事、车骑大将军、青州刺史、尚书右仆射，太昌元年十一月十九日（532年12月31日）归葬于华阴太尉公杨顺墓旁。

## 其他
杨仲宣墓志所记征东将军、金紫光禄大夫的官职不见于《魏书》的杨仲宣本传中，北京大学历史系教授罗新和叶炜认为这些官职应当得自尔朱荣入洛之后，与杨仲宣父亲杨顺非常相似，可能是北魏末年太昌以后整顿史传特意安排的，意在否定尔朱荣柄权的合法性。

## 家庭

### 祖父
- 杨懿，洛州刺史、弘农简公[1]

### 父母
- 杨顺，太尉公、录尚书[1]
- 吕法胜，出自天水吕氏，正光四年岁次癸卯九月甲申朔廿二日乙巳因病在家中去世，虚岁六十一，当月廿六日己酉葬于华阴潼乡习仙里家族住宅的西庚地

### 兄弟姐妹
- 杨辩，北魏平东将军、东秦州刺史
- 杨测，北魏朱衣直阁
- 杨稚卿，北魏尚书右丞
- 杨无丑

### 子女
- 杨玄就，与杨仲宣同时被害，北魏追赠济阴郡太守